# Дејвид Летерман
Дејвид Мајкл Летерман (енгл. David Michael Letterman, рођен 12. априла 1947) је амерички телевизијски водитељ и комичар. Води касни ноћни ток шоу под називом Касни ноћни шоу са Дејвидом Летерманом, који се приказује на Си-Би-Есу. Летерман је био на касном ноћном шоуу од дебитовања 1982, емисијом Касни ноћни шоу са Дејвидом Летерманом на Ен-Би-Сију. Са 31 годином рада, Летерман је недавно превазишао пријатеља и ментора, Џонија Карсона као најдуже служећи водитељ касног ноћног ток шоуа у ТВ историји.
Летерман је такође телевизијски и филмски продуцент. Његова компанија Инкорпорисане Worldwide Pants снима његов шоу, као и његову пратњу на мрежи Касни ноћни шоу са Крејгом Фергусоном. Worldwide Pants је такође произвела неколико ударних комедија, од којих је најуспешнија била Сви воле Рејмонда, који је тренутно у продаји.
Године 1996, Дејвид Летерман је био рангиран 45. на TV Guide'овом списку 50 највећих ТВ звезда свих времена.

## Младост и каријера
Летерман је рођен у Индијанаполису, у Индијани. Његов отац, Хари Џозеф Летерман (15. април 1915 – 13. фебруар 1973), био је цвећар енглеског порекла; његова мајка Дороти Летерман (девојачки Хоферт, сада Дороти Мангеринг), црквена секретарка немачког порекла, повремено се појављивала у шоу, обично празницима и за рођендане.
Живео је у северном делу Индијанаполиса (Броуд рипл област), не далеко од аутопута у Индијани, и уживао је у скупљању модела аутомобила, укључујући и тркачке. Године 2000, рекао је у интервјуу за Есквајр да док је одрастао, волео је способност свог оца да прави шале и да има живот од забаве. Хари Џозеф Летерман преживео је срчани удар када је имао 36 година, кад је Дејвид био млади дечак. Страх да ће изгубити оца пратио је стално Летермана док је одрастао. Старији Летерман је умро од другог срчаног удара када је имао 57 година.
Летерман је похађао Средњу школу „Броуд рипл“ у исто време као и Марлин Такер (будућа жена Дена Квејла) и радио као дечак у складишту у локалном Атлас супермаркету. Према Дневним вестима Бол стејта, он је првобитно хтео да студира на Индијана Универзитету, али његове оцене нису биле довољно добре, зато је уместо тога студирао Бол стејт универзитет, у Мансију, у Индијани. Он је члан Сигма Чи братства, и дипломио је 1969. на одељењу које се тада звало Одељење за радио и телевизију. Себе је описујући као просечног студента Летерман је касније добио стипендију за шта је он звао „C студенте“ на Бол стејту.
Иако се регистовао за избор и прошао је физичко испитавање након дипломирања на колеџу, није изабран за службу у Вијетнаму како је примио број 352 извучен из бубња (од могућих 366).
Летерман је започео своју каријеру на телевизији као најавник програма и спикер у радио станици студената колеџа, WBST,-10-ватној кампус станици која је данс део Јавног радија Индијане. Отпуштен је због третирања класичне музике с непоштовањем. Потом је нашао другу кампус станицу —WAGO-AM 570 (данас WWHI, 91.3).
Његове су заслуге Полу Диксону—домаћину Пол Диксон шоуа, ток шоуа базираном у Синсинатију и такође у Индијанаполису, док је одрастао због инспирисање његовог избора каријере:
„Тек сам завршио колеџ 1969, и заиста нисам знао шта сам желео да радим. А онда, изненада, видео сам га како ради на ТВ-у. Потом сам помислио: То је заиста оно што ја желим да радим“.

### Прогностичар
Летерман је започео каријеру као домаћин радио ток шоуа WNTS (AM), и на телевизијској станици Индијанополиса WLWI (која се сада зове WTHR) за привремено, и био је прогностичар. Доживео је неку пажњу својим непредвидљивим понашањем уживо, које је подразумевало честитање тропској олуји што је унапређена у тропски ураган и предвиђајући падање града величине конзервиране шунке. Он би такође повремено објавио време и веома високе или ниске температуре у дану за измишљене градове („20 центиметара снега у Бингрију и околним областима.“) док би другом приликом рекао да је државна граница обрисана. („Из свемира можете да видите да је граница између Охаја и Индијане обрисана. То ми се не допада.“) Такође се појавио и у локалном шоу за децу, правио доскочице као домаћин касног ТВ шоуа који се звао „Смрзнуто-поховани филмови“ (једном је глумио сцену из „Годзиле“ користећи пластичне диносаурусе), и гостовао је у ток шоу који се приказивао раним суботњим јутрима, звани „Моћ детелине“ у којем је интервјуисао чланове групе 4-H о њиховим пројектима.
Године 1971, Летерман се појавио као коментатор аутомобилских трка за Еј-Би-Си спортс одложено покривање Индијанаполис 500 шампионата. Летерман је првобитно представљен као Крис Економаки у свом послу као репортер из угла. Летерман је интервјуисао Марија Андретија, који је тада доживео несрећу на трци.

### Пресељење у Лос Анђелес
Године 1975, охрабрен својом тадашњом женом Мишел и неколико других Сигма Чи пријатеља из братства, Летерман се преселио у Лос Анђелес, у Калифорнији у нади да ће постати писац комедије. Он и Мишел спаковали су своје ствари у његов камион пошли на запад. Он поседује тај камион данас. У Лос Анђелесу је почео са стојећом комедијом на Комеди стору. Џими Вокер га је приметио како наступа; уз одобрење Џорџа Милера, Летерман се придружио групи комичара које је Вокер запослио да пишу шале за његову стојећу игру, групу која би током различитих времена укључила такође и Џеја Линоа, Пола Мунија, Роберта Шимела, Ричарда Џенаја, Луја Андерсона, Елајна Буслера, Бајрона Алена, Џека Хендија и Стива Адикарка.
До лета 1977, Летерман је био писац и провтимац шесто-недељњег летњег серијала Старленд вокал бенд шоу, који се приказивао на Си-Би-Ес-у. Он је био домаћин на пилот играном шоу из 1977 који се звао  заједноо са Беријем Левинсоном—снимио специјал комедије Peeping Times који је приказан у јануару 1978. Касније те године, Летерман је био члан састава Мери Тајлер Муриног разноврсног шоуа, Мери. Летерман се као гост појавио на Морк и Минди (као пародија ЕСТ лидера Вернера Ерхарда) и појављивања на играном шоуу као што је 20.000 $ пирамида, Гонг шоу, Пасворд плус и Клуб лажљиваца, као и на ток шоуовима као што је Шоу са Мајком Дагласом. Такође је био у конкуренцији за главну улогу у филму из 1980. Авион!, улогу која је на крају отишла Роберту Хејсу,
Његов сув, саркастични хумор, привукао је пажњу људи који су тражили улогу за Вечерњи шоу са Џонијем Карсоном, и Летерман је ускоро постао редован на шоу. Летерман је постао омиљени Карсонов регуларни домаћи гост за шоу који је почео 1978. Летерманове заслуге Карсону као човеку који је утицао на његову каријеру су највеће.